# Ровы (Киевская область)
Ровы́ (укр. Рови) — село в Вышгородском районе Киевской области Украины.
Население по переписи 2001 года составляло 159 человек. Почтовый индекс — 07371.

## Местный совет
Село Ровы — административный центр Рововского сельского совета.
Адрес местного совета: 07371, Киевская обл., Вышгородский р-н, с. Ровы, ул. Ленина, 2.